# Symplocos loii
Symplocos loii är en tvåhjärtbladig växtart som beskrevs av Shao Shun Ying. Symplocos loii ingår i släktet Symplocos och familjen Symplocaceae. Inga underarter finns listade i Catalogue of Life.